# David Ray Griffin

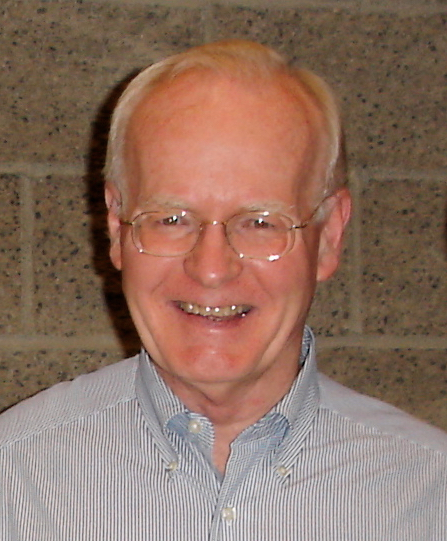
David Ray Griffin

David Ray Griffin (Wilbur, 8 augustus 1939 – 25 november 2022) was een Amerikaanse schrijver en voormalig professor godsdienstfilosofie en theologie. Hij richtte in 1973 samen met John B. Cobb, Jr. het Center for Process Studies op. Hij gaf onder andere les aan de Universiteit van Dayton.

## Werk
Als filosoof en theoloog behoort hij met John B. Cobb tot een van de belangrijkste vertegenwoordigers van de procestheologie en verdedigers. Alfred North Whitehead. Whitehead verdedigt hij als de sleutel om te komen tot wat hij noemt een constructief postmodern denken. Postmodern omdat hij in navolging van Whitehead voorbij het modernistische wereldbeeld van Galilei, Descartes, Bacon en Newton wil. Constructief omdat hij in tegenstelling tot het deconstructivisme niet alleen ideeën wil analyseren en afbreken, maar ook terug wil opbouwen. Voor die constructie acht hij Whiteheads metafysica als erg instrumenteel.
Vanaf 2003 begon Griffin aan een intense studie van de terroristische aanslagen op 11 september 2001, waaruit vele lezingen en publicaties volgden. Zijn eerste boek over 11 september werd ook in het Nederlands vertaald. Volgens hem is de officiële versie van de feiten een grote leugen en zijn de aanslagen met medewerking van de regering Bush verricht.

## Boeken

### Over Filosofie, Theologie, Religie en Natuurwetenschappen
- A Process Christology, Westminster Press, 1973, ISBN 0-664-20978-5
- Process Theology: An Introductory Exposition, with John B. Cobb, Philadelphia: Westminster Press, 1976, ISBN 0-664-24743-1
- John Cobb's Theology in Process, Westminster John Knox Press, 1977, ISBN 0-664-21292-1
- met Donald Sherburne: de kritische editie van Whiteheads Process and Reality, Free Press; 2nd edition, 1979, ISBN 0-02-934570-7
- Physics and the Ultimate Significance of Time: Bohm, Prigogine and Process Philosophy, State University of New York Press, 1986, ISBN 0-88706-115-X
- The Reenchantment of Science: Postmodern Proposals (Suny Series in Constructive Postmodern Thought), State Univ of New York Press, 1988, ISBN 0-88706-784-0
- Spirituality and Society: Postmodern Visions (Suny Series in Constructive Postmodern Thought), State University of New York Press, 1988, ISBN 0-88706-853-7
- Varieties of Postmodern Theology (Suny Series in Constructive Postmodern Thought), State University of New York Press, 1989, ISBN 0-7914-0050-6
- God and Religion in the Postmodern World: Essays in Postmodern Theology (Constructive Postmodern Thought), State University of New York Press, 1989, ISBN 0-88706-929-0
- Archetypal Process: Self and Divine in Whitehead, Jung, and Hillman, Northwestern University Press, 1990, ISBN 0-8101-0815-1
- Sacred Interconnections: Postmodern Spirituality, Political Economy and Art (SUNY Series in Constructive Postmodern Thought), State University of New York Press, 1990, ISBN 0-7914-0231-2
- Primordial Truth and Postmodern Theology (Suny Series in Constructive Postmodern Thought), State University of New York Press, 1990, ISBN 0-7914-0198-7
- God, Power, and Evil: A Process Theodicy, University Press of America, 1991, ISBN 0-8191-7687-7
- Evil Revisited: Responses and Reconsiderations, State University of New York Press, 1991, ISBN 0-7914-0612-1
- Founders of Constructive Postmodern Philosophy: Peirce, James, Bergson, Whitehead, and Hartshorne (SUNY Series in Constructive Postmodern Thought), State University of New York Press, 1993, ISBN 0-7914-1333-0
- Postmodern Politics for a Planet in Crisis: Policy, Process, and Presidential Vision (SUNY Series in Constructive Postmodern Thought), State University of New York Press, 1993, ISBN 0-7914-1485-X
- Jewish Theology and Process Thought (Suny Series in Constructive Postmodern Thought), State University of New York Press, 1996, ISBN 0-7914-2810-9
- Parapsychology, Philosophy, and Spirituality: A Postmodern Exploration (SUNY Series in Constructive Postmodern Thought), State University of New York Press, 1997, ISBN 0-7914-3315-3
- Reenchantment Without Supernaturalism: A Process Philosophy of Religion (Cornell Studies in the Philosophy of Religion),Cornell University Press, 2000, ISBN 0-8014-3778-4
- Religion and Scientific Naturalism: Overcoming the Conflicts (SUNY Series in Constructive Postmodern Thought),State University of New York Press, 2000, ISBN 0-7914-4563-1
- Process Theology and the Christian Good News: A Response to Classical Free Will Theism in 'Searching for an Adequate God: A Dialogue between Process and Free Will Theists', Cobb and Pinnock (editors), Wm. B. Eerdmans Publishing, 2000, ISBN 0-8028-4739-0
- Two Great Truths: A New Synthesis of Scientific Naturalism and Christian Faith, Westminster John Knox Press, 2004, ISBN 0-664-22773-2
- Deep Religious Pluralism, Westminster John Knox Press, 2005, ISBN 0-664-22914-X
- Whitehead's Radically Different Postmodern Philosophy: An Argument for Its Contemporary Relevance (SUNY Series in Philosophy), State University of New York Press, 2007, ISBN 0-7914-7049-0

### Over de aanslagen van 11 september
- 11 september: een onderzoek naar de feiten, Lemniscaat, 2006, vertaling van The New Pearl Harbor: Disturbing Questions About the Bush Administration and 9-11, Olive Branch Press, 2004, ISBN 1-56656-552-9
- The 9/11 Commission Report: Omissions and Distortions, Olive Branch Press, 2004, ISBN 1-56656-584-7
- Christian Faith and the Truth Behind 9/11: A Call to Reflection and Action, Westminster John Knox Press, 2006, ISBN 0-664-23117-9
- The American Empire and the Commonwealth of God: A Political, Economic, Religious Statement, with John B. Cobb, Richard A. Falk and Catherine Keller, Westminster John Knox Press, 2006, ISBN 0-664-23009-1
- 9/11 and American Empire: Intellectuals Speak Out, Vol. 1, editor, with Peter Dale Scott, Olive Branch Press, 2006, ISBN 1-56656-659-2
- Debunking 9/11 Debunking: An Answer to Popular Mechanics and Other Defenders of the Official Conspiracy Theory (Revised & Updated Edition), Olive Branch Press, Paperback: 392 pages, March 2007, ISBN 1-56656-686-X
- 9/11 Contradictions: An Open Letter to Congress and the Press, Interlink Publishing Group, March 2008, ISBN 1-56656-716-5
- New Pearl Harbor Revisited: 9/11, the Cover-up and the Exposé, Olive Branch Press, September 2008, ISBN 1-56656-729-7
- Osama Bin Laden: Dead or Alive?, Olive Branch Press, May 2009, ISBN 1-56656-783-1
- Osama Bin Laden: Dead or Alive?, Arris Books UK, July 2009, ISBN 1-84437-081-X
- The Mysterious Collapse of World Trade Center 7: Why the Final Official Report About 9/11 Is Unscientific and False, Interlink Publishing, September 2009, ISBN 1-56656-786-6
- The Mysterious Collapse of World Trade Center 7: Why the Final Official Report About 9/11 Is Unscientific and False, Interlink Publishing, Arris Books UK, September 2009, ISBN 1-84437-083-6
- Cognitive Infiltration: An Obama Appointee's Plan to Undermine the 9/11 Conspiracy Theory, Olive Branch Press, September 2010
- 9/11 Ten Years Later: When State Crimes Against Democracy Succeed , Olive Branch Press, September 6, 2011, ISBN 978-1-56656-868-5

### Over het werk van David Ray Griffin
- Reason and Enchantment: The Philosophical, Religious and Political Thought of David Ray Griffin, John B. Cobb - Richard Falk - Catherine Keller (eds.), Process Century Press, 2013, ISBN 1-94044-700-3

- Bibliothèque nationale de France: cb12056072s (data)
- CiNii: DA0045550X
- Gemeinsame Normdatei: 124781853
- International Standard Name Identifier: 0000 0001 2279 0910
- Library of Congress Control Number: n84181255
- Bibliotheek van het Japanse parlement: 00441715
- Nationale Bibliotheek van Tsjechië: skuk0002765
- Nationale Bibliotheek van Israël: 987007280076405171
- Nederlandse Thesaurus van Auteursnamen: 070617325
- LIBRIS: 346535
- Système universitaire de documentation: 02879933X
- Virtual International Authority File: 263430802
- WorldCat: E39PBJpyqYGHv7rYFcTKtgptrq